# Festival de Viña del Mar 1981
Le Festival de Viña del Mar 1981 est la 22e édition annuelle du Festival international de la chanson de Viña del Mar.

## Artistes participants
- Camilo Sesto
- José Luis Rodríguez "El Puma"
- Ray Conniff
- KC and the Sunshine Band
- Julio Iglesias
- Miguel Bosé
- Gloria Simonetti
- José Alfredo Fuentes
- Lucho Navarro
- Los Huasos Quincheros
- Jappening con Já
- Mirla Castellanos
- Leonardo Favio
- Hernaldo Zúñiga
- Maureen McGovern
- Ángela Carrasco

## Concours

### Jury
- Ray Conniff
- Ángela Carrasco
- Luis Sigall
- Maureen Mac Govern
- Hernaldo Zúñiga
- Raquel Argandoña
- Leonardo Favio

### Concours folklorique
| Pays  | Titre          | Interprète                 | Auteur               | Compositeur          | Position  |
| ----- | -------------- | -------------------------- | -------------------- | -------------------- | --------- |
| Chili | Ay, Fernanda   | Santiago Cuatro            | Ricardo de la Fuente | Ricardo de la Fuente | 1re place |
| Chili | Linda la Minga | Santiago del Nuevo Extremo | Ricardo Rojas        | Ricardo Rojas        | 2e place  |

### Concours international
| Pays       | Titre               | Interprète           | Auteur            | Compositeur       | Position              |
| ---------- | ------------------- | -------------------- | ----------------- | ----------------- | --------------------- |
| Allemagne  | Waiting             | Cherry Laine         | Karl-Heinz Merkel | Karl-Heinz Merkel | 1re place             |
| Chili      | Pasajero de la Luz  | Fernando Ubiergo     | Fernando Ubiergo  | Fernando Ubiergo  | 2e place              |
| États-Unis | Ahora ya no importa | Marjorie Barnes      |                   |                   | 3e place              |
| Chili      | Déjame soñar        | María Inés Naveillán |                   |                   | Meilleure performance |

### Sources
- (es) Cet article est partiellement ou en totalité issu de l’article de Wikipédia en espagnol intitulé « XXII Festival Internacional de la Canción de Viña del Mar » (voir la liste des auteurs).